# Peter Wolff-Metternich zur Gracht
Peter Chlodwig Liutpold von Wolff-Metternich zur Gracht (Worms, 10 agosto 1924 – Steinheim, 26 maggio 2013) è stato un teologo e imprenditore tedesco.

## Biografia
Appartiene ad un'antica famiglia nobile dell'Assia, detenente il titolo comitale conferito dall'imperatore Ottone IV nel 1213 ed è stato il nipote del diplomatico conte Paul Wolff Metternich e imparentato con lo storico barone Karl-Josef von Ketteler e Costantin Heereman von Zuydtwyck, suoi cugini materni. Suo padre era il conte Clemens Wolff-Metternich zur Gracht, mentre sua madre la baronessa Amélie Heereman von Zuydtwyck.
Fu educato al ginnasio di Worms e poi iniziò gli studi di teologia presso l'università di Magonza, che dovette interrompere nel 1943. Durante la seconda guerra mondiale servì come sottotenente in un reggimento di fanteria in Ucraina, venendo ferito durante un combattimento contro le truppe corazzate sovietiche e catturato dagli statunitensi e passò alcuni mesi in convalescenza in un ospedale americano in Francia.
Tornato in Germania dopo la guerra, riuscì a completare il corso di teologia laureandosi con il massimo dei voti. Divenne professore all'università di Marburgo. In quegli anni pubblicò alcuni saggi di teologia, studiando soprattutto gli aspetti del cristianesimo tra il popolo, sostenendo le teorie di un'evangelizzazione pacifica tra i popoli non cristiani tramite opere di misericordia e aiuto verso le classi sociali più deboli che "più di ogni altra cosa contraddistinguono il credo in Gesù Cristo".
Viaggiò a scopo umanitario in India e in Mozambico e pubblicò diversi saggi storici riguardo alle tradizioni cavalleresche della chiesa cattolica. Dal 27 giugno 2007 è luogotenente dell'Ordine equestre del Santo Sepolcro di Gerusalemme.
Parallelamente, nella sua vita si è dedicato all'amministrazione delle sue numerose proprietà fondiarie tra cui spiccano ancora oggi 380 ettari di bosco e 280 ettari di campi coltivati, dipendenti dal castello di Adelebsen nel distretto di Gottinga. Si è occupato anche della promozione della cultura e dell'arte paesaggistica dei giardini presso il castello di Dyck, di proprietà della moglie Marie Christine.
All'inizio degli anni '70, Metternich si interessò anche di musica dando il proprio sostegno economico alla formazione del gruppo musicale Kraan, che divenne poi il più importante gruppo del Krautrock tedesco.

## Decorazioni
- Grande Ufficiale dell'Ordine al Merito di Germania

| Controllo di autorità | VIAF (EN) 389145858074423021843 · GND (DE) 1088349714 |